# Eduardo Braun Menéndez
Eduardo Braun Menéndez (Punta Arenas, 16 de enero de 1903 - Mar del Plata, 16 de enero de 1959) fue un fisiólogo argentino nacido en Chile que formó parte del equipo de investigaciones de Bernardo Houssay. 

## Vida y obra
Era originario de Punta Arenas (Chile), y se naturalizó argentino a temprana edad, criándose en Buenos Aires.
Estudió en la Facultad de Medicina (Universidad de Buenos Aires), y eligió medicina cardiovascular y fisiología como sus especialidades. Su tesis doctoral versó sobre la relación entre la glándula pituitaria y el diencéfalo y la presión sanguínea, y fue desarrollada, en 1934, en el Instituto de Fisiología bajo la supervisión del premio nobel en fisiología, Dr. Bernardo Houssay. Después de recibir su doctorado, fue a Inglaterra para estudiar en el University College London, donde investigó el metabolismo cardíaco.
A su regreso de Inglaterra, se unió al equipo de prestigio en el Instituto de Fisiología, con Luis Federico Leloir, Juan Fasciolo, Juan Muñoz, y Alberto Taquini para trabajar por algunos años en el mecanismo de hipertensión nefrogénica. Hizo el descubrimiento más importante en su carrera durante esta investigación, que fue la angiotensina, en 1939.
En el Instituto, Braun Menéndez se convirtió en un líder de investigación en la fisiología cardiovascular en 1945, y se desempeñó como profesor titular y profesor adjunto en la misma área hasta 1946. Dirigió el Instituto de Biología y Medicina Experimental, hasta 1946 y fue también el jefe de electrocardiografía y fisioterapia en el Instituto Municipal de Radiología y Fisioterapia de Buenos Aires. En 1955, regresó ocupando la "silla Houssay" en el Instituto de Fisiología. En 1953 comenzó su labor en el naciente Instituto Católico de Ciencias, integrado por un grupo de científicos destacados, entre ellos Miguel Covián, Luis Federico Leloir, Virgilio Foglia y Venancio Deulofeu, además de Braun MenéndezEn 1954 obtiene la cátedra de Biología en la Universidad Nacional de la Plata.
Además, fue miembro de la Academia Nacional de Medicina de Buenos Aires y fue honrado con el título de Doctor Honoris Causa por la Universidad de California y de la Universidad de Brasil. Además, fue vicepresidente de la Sociedad Argentina de Biología y secretario de la Asociación Argentina para el Progreso de las Ciencias. También fue presidente de la Sociedad Científica Argentina (1943-1946).
Braun-Menéndez también ayudó a crear la revista científica importante Ciencia y Investigación que publicó su primer número en 1945 y fue dirigida por él hasta 1959, cuando murió. Otra de sus iniciativas fue la Acta Physiologica Latinoamericana, una publicación escrita en varios idiomas, para obras de fisiólogos de América Latina.[cita requerida]
Braun Menéndez falleció en un accidente aéreo, con su hija, cerca de Mar del Plata, el 16 de enero de 1959. Fue el primer accidente de Austral Líneas Aéreas.

## Algunas publicaciones
- Eduardo Braun Menéndez, p. Brandt. 1952. Aumento del apetito específico para la sal provocado por la desoxicorticosterona: Características. Editor Lumen, 9 pp.

### Libros
- Eduardo Braun Menéndez. 1963. Bases para el progreso de las ciencias en la Argentina. Universidad Nacional del Sur, Extensión Cultural. Serie Homenajes. Serie homenajes. Editor Universidad Nacional del Sur, Extensión Cultural, 24 pp.

- ------------------------------, juan carlos Fasciolo, luis f. Leloir. 1946. Renal hypertension. Editor y traductor Lewis Dexter. Edición ilustrada de C.C. Thomas, 451 pp.

- ------------------------------. 1945. Universidades no Oficiales e Institutos Privados de Investigación Científica: conferencia en el Instituto Popular de Conferencias (septiembre 5 de 1945). Editor The Author, 24 pp.

- ------------------------------. 1943. Hipertensión arterial nefrógena. Editor El Ateneo, 475 pp.

- Oscar Orías, eduardo Braun Menéndez. 1939. The heart-sounds in normal and pathological conditions. Editor Oxford Univ. Press, 258 pp.

- Oscar Orías, Eduardo Braun-Menéndez. 1937. Los ruidos cardíacos: en condiciones normales y patológicas. Editor El Ateneo, 279 pp.